# النيباليون في السعودية
النيباليون في السعودية هم المواطنون النيباليون الذين يقطنون في السعودية، معظمهم من العمال المهاجرين والمغتربين.
برزت المملكة العربية السعودية كواحدة من أفضل الوجهات للعمال النيباليين المهاجرين. هناك ما يقرب من 300,000 من العمال النيباليين، من المهرة وشبه المهرة. معظمهم ينتمون إلى إثنية الباهون (Bahun) وتشيتري (Chhetri).

## العمالة النيبالية
وفقًا لـهيومن رايتس ووتش، فإن نظام الكفالة في المملكة العربية السعودية قد عرّض الآلاف من العمال المهاجرين للإيذاء على أيدي أصحاب العمل، مثل عدم دفع الأجور، والحبس القسري في مكان العمل، ومصادرة جوازات السفر، وساعات العمل الطويلة مع القليل من الراحة، الإيذاء البدني والجنسي. وقال مسؤولو السفارة النيبالية في المملكة العربية السعودية إن ما بين 70 إلى 80 ألف نيبالي في البلاد محاصرون في ظروف عمل حرجة.